# Sonny Rollins
Theodore Walter (Sonny) Rollins (New York, 7 september 1930) is een Amerikaans jazzmuzikant en tenorsaxofonist. Rollins heeft al een lange productieve carrière in de jazz. Hij begon op zijn elfde en speelde al voor zijn twintigste samen met Thelonious Monk. Rollins heeft sinds 2012 niet meer opgetreden vanwege gezondheidsproblemen. In 2014 stopte hij met saxofoonspelen. Generatiegenoten met wie hij opnamen maakte en die hij inmiddels overleefd heeft, zijn onder anderen John Coltrane, Miles Davis en Art Blakey. Rollins staat bekend om zijn krachtige sound die hij onder meer aan zijn circulaire ademhalingstechniek en het gebruik van een heel open mondstuk te danken heeft. In 2014 maakte jazzliefhebber Olaf van Paassen een documentaire over hem onder de titel Morgen speel ik beter.

## Carrière

### Begin
Rollins begon als pianist, stapte over naar de altsax en greep in 1946 uiteindelijk naar de tenorsax. Zijn eerste plaatopname was in 1949 met Babs Gonzales. Datzelfde jaar maakte hij opnamen met J.J. Johnson en Bud Powell. Rollins maakte opnamen met Miles Davis in 1951 en met Thelonious Monk in 1953.
Rollins maakte in 1955 deel uit van het Clifford Brown-Max Roach-kwintet en werd de leider toen Brown in 1957 overleed.

### Bandleider
Op 22 juni 1956 nam hij Saxophone Colossus op, een van zijn hoogst gewaardeerde albums. Op het album speelden ook Tommy Flanagan (piano), Doug Watkins (bassist bij Art Blakey) en Max Roach (drums). Het was pas zijn derde album als bandleider, maar toch nam hij al zijn bekendste nummer op: 'St. Thomas', een calypso afgeleid van een liedje dat zijn moeder voor hem zong als kind: 'het was een traditional.' In de jaren 50 was Rollins een leidende kracht in wat later bekend werd als hardbop. In 1957 begon hij ook met het gebruik van bas en drums als begeleiding van zijn solo's, bijvoorbeeld op de twee vroege opnamen 'Way Out West' (Contemporary, 1957) en 'A Night at the Village Vanguard' (Blue Note, 1957).

### Albums
In 1959, toen hij gefrustreerd raakte door zijn – volgens hemzelf – muzikale beperkingen, nam hij een tweede (en beroemd geworden) verlof van de muziek. Om een zwangere buurvrouw niet lastig te vallen, ging hij oefenen op de Williamsburg Bridge. Zijn comebackalbum heette dan ook The Bridge.
Ook in de jaren 60 bleef Rollins een van de avontuurlijkere muzikanten. Elk album verschilde hemelsbreed van het voorgaande. Hij deed latinritmes op What's New, haalde de avant-garde in met Our Man in Jazz en herontdekte de normen op Now's the Time. Hij speelde in 1966 ook op de soundtrack van de film Alfie.
Wederom gefrustreerd nam hij zijn derde en voorlopig laatste verlof. Hij besteedde zijn tijd aan yoga, meditatie en Oosterse filosofieën. In 1972 kwam hij in contact met r&b, pop en funkritmes. Hij had nu ook een elektrisch versterkte gitaar en bas in zijn band. In deze periode speelde hij zijn solo's zonder begeleiding. In 1985 kwam zijn album Solo Album uit.
Bekendheid bij het grote rockpubliek verwierf hij met bijdragen op het album Tattoo You van The Rolling Stones uit 1981. Hij speelt in de nummers 'Slave', 'Waiting on a Friend' en mogelijk 'Neighbours'.
Op 11 september 2001 was Rollins in de buurt van het World Trade Center toen de torens instortten. Vlak daarna nam hij het livealbum Without a Song: The 9/11 Concert op.

### Overzicht
Rollins staat erom bekend dat hij eenvoudige, oppervlakkige of ongewone muziek gebruikt en daarop een improvisatie baseert (bijvoorbeeld: 'There's No Business Like Show Business' op Work Time, 'I'm an Old Cowhand' op Way Out West en 'Sweet Leilani' op This Is What I Do). Hij heeft weinig nummers gecomponeerd, maar bekend gebleven zijn wel 'St. Thomas', 'Oleo', 'Alfie's Theme' en 'Airegin'.
Zijn latere albums zijn niet zo bijzonder als zijn eerdere, maar zijn optredens bleven lang krachtig en van grootsheid getuigen.

## Onderscheidingen
In 2007 won hij samen met Steve Reich de Zweedse Polar Music Prize ter waarde van € 108.000. Deze prijs heeft de status van Nobelprijs voor muziek. Het juryrapport gewaagde van zijn onweerstaanbare swing, zijn krachtige sound en zijn muzikaal gevoel voor humor.
Op 24 november 2010 ontving Rollins, nadat hij er voor het eerst optrad, de Jazz Award 2010 van het Concertgebouw.

## Discografie als leider
- 1951 - Sonny Rollins Quartet (Prestige)
- 1951 - Sonny and the Stars (Prestige)
- 1951 - Sonny Rollins with the Modern Jazz Quartet (Prestige)
- 1951 - Mambo Jazz (Prestige)
- 1954 - Moving Out (Prestige)
- 1954 - Sonny Rollins Plays Jazz Classics (Prestige)
- 1954 - Sonny Rollins Quintet (Prestige)
- 1955 - Taking Care of Business (Prestige)
- 1955 - Work Time (Prestige)
- 1956 - Saxophone Colossus (Prestige)
- 1956 - Sonny Rollins Plus 4 (Prestige)
- 1956 - Three Giants (Prestige)
- 1956 - Tenor Madness (Prestige)
- 1956 - Rollins Plays for Bird (Prestige)
- 1956 - Sonny Boy (Prestige)
- 1956 - Tour de Force (Prestige)
- 1956 - The Sound of Sonny (Riverside)
- 1956 - Sonny Rollins, Vol. 1 (Blue Note)
- 1957 - Sonny Rollins, Vol. 2 (Blue Note)
- 1957 - Newk's Time (Blue Note)
- 1957 - Night at the Village Vanguard (Blue Note)
- 1957 - Way Out West (Contemporary)
- 1957 - Alternate Takes (Contemporary)
- 1957 - Sonny's Time (Jazzland)
- 1957 - Sonny Rollins Plays/Jimmy Cleveland Plays (Period)
- 1957 - European Concerts (Bandstand)
- 1957 - Sonny Side Up (Verve)
- 1958 - Freedom Suite (Riverside)
- 1958 - Shadow Waltz (Jazzland)
- 1958 - Sonny Rollins and the Big Brass (Verve)
- 1958 - Brass & Trio (Verve)
- 1958 - Quartet (Verve)
- 1958 - At Music Inn, Teddy Edward's at Falcon's Lair (MetroJazz)
- 1958 - Sonny Rollins and the Contemporary Leaders (Contemporary)
- 1959 - In Stockholm (1959) (Dragon)
- 1959 - Aix-En-Provence (Royal Jazz)
- 1959 - Saxes in Stereo (Riverside)
- 1962 - The Bridge (Bluebird)
- 1962 - The Quartets featuring Jim Hall (Bluebird)
- 1962 - What's New? (Bluebird)
- 1962 - Alternatives (Bluebird)
- 1962 - On the Outside (Bluebird)
- 1962 - Our Man in Jazz (RCA Victor)
- 1963 - Sonny Meets Hawk! (RCA)
- 1963 - All the Things You Are (Bluebird)
- 1963 - Stuttgart (Jazz Anthology)
- 1963 - Live In Paris (Magnetic)
- 1964 - Now's The Time (RCA Victor)
- 1964 - Sonny Rollins & Co. 1964 (Bluebird)
- 1964 - Three in Jazz (RCA)
- 1964 - The Standard Sonny Rollins (RCA)
- 1965 - There Will Never Be Another You (Impulse!)
- 1965 - Sonny Rollins on Impulse! (Impulse!)
- 1966 - Alfie (Impulse!)
- 1966 - East Broadway Run Down (Impulse!)
- 1972 - Next Album (Milestone)
- 1973 - Horn Culture (Milestone)
- 1974 - The Cutting Edge (Milestone)
- 1975 - Nucleus (Milestone)
- 1976 - The Way I Feel (Milestone)
- 1977 - Easy Living (Milestone)
- 1978 - Don't Stop the Carnival (Milestone)
- 1979 - Don't Ask (Milestone)
- 1980 - Love at First Sight (Milestone)
- 1981 - No Problem (Milestone)
- 1982 - Reel Life (Milestone)
- 1984 - Sunny Days, Starry Nights (Milestone)
- 1985 - The Solo Album (Milestone)
- 1986 - G-Man (Milestone)
- 1987 - Dancing in the Dark (Milestone)
- 1989 - Falling in Love with Jazz (Milestone)
- 1991 - Here's to the People (Milestone)
- 1993 - Old Flames (Milestone)
- 1996 - Sonny Rollins + 3 (Milestone)
- 1998 - Global Warming (Milestone)
- 2000 - This Is What I Do (Milestone)
- 2001 - Without a Song: The 9/11 Concert (Milestone)
- 2006 - Sonny, Please (EmArcy)
- 2008 - Road Shows (EmArcy)

## Muzieksamples
- van "Ev'ry Time We Say Goodbye", 'The Sound of Sonny'

## Trivia
- Het einde van zijn stuk Duke of Iron werd in Nederland gebruikt als intromuziek van Keek op de week, een satirisch programma van Van Kooten en De Bie.[1]